# Oscar Lewicki
Carl Oscar Johan Lewicki (Malmö, 1992. július 14. –) svéd válogatott labdarúgó, a Malmö FF játékosa. Unokatestvére, Tobias Lewicki a Lunds BK labdarúgója.

## Sikerei, díjai
- Malmö FF
  - Svéd bajnok (4): 2016, 2017, 2020, 2021

- Svédország U21
  - U21-es labdarúgó-Európa-bajnokság: 2015